# Damian Scholl
Damian Scholl (* 1988 in Schweinfurt) ist ein deutscher Komponist.

## Leben
Bereits während seiner Schulzeit spielte Damian Scholl in mehreren Ensembles Geige und Bratsche, für die er auch eigene Stücke komponierte. Von 2008 bis 2013 studierte Scholl  an der Universität der Künste Berlin bei Walter Zimmermann und Daniel Ott, wobei er 2012 auch einen Auslandsaufenthalt in Glasgow am Royal Conservatoire of Scotland absolvierte. Es folgte ein Studium der Filmmusik an der Filmuniversität Babelsberg Konrad Wolf, das Scholl mit dem Master abschloss. Heute lebt und arbeitet Damian Scholl in Berlin.

## Werk
Damian Scholl komponiert Filmmusiken, aber auch Werke für Soloinstrumente in verschiedenen Ensemblebesetzungen und Konzerte für Orchester. Kompositionsaufträge erhielt er bislang u. a. vom Deutschlandfunk, dem Deutschen Musikrat, den Ludwigsburger Schlossfestspielen und dem Kissinger Sommer.
2015 erhielt Scholl den 1. Preis beim Deutschen Musikwettbewerb für Ghostbird, eine Komposition für Violine, Klarinette und Klavier. Gemeinsam mit dem Filmkomponisten Ulrich Reuter schrieb Scholl die Musik für Andres Veiels Dokumentarfilm Beuys, der 2017 auf der Berlinale uraufgeführt wurde. Für diese Musik wurden beide Musiker 2017 für den Deutschen Filmmusikpreis sowie 2018 für den Deutschen Filmpreis in der Kategorie „Beste Filmmusik“ nominiert.
2019 wurde beim Kissinger Sommer Scholls Oper Orfeo Reflections uraufgeführt, eine Neufassung der Oper Orfeo ed Euridice von Christoph Willibald Gluck.